# Cantonul Najac
Cantonul Najac este un canton din arondismentul Villefranche-de-Rouergue, departamentul Aveyron, regiunea Midi-Pyrénées, Franța.

## Comune
- Bor-et-Bar
- La Fouillade
- Lunac
- Monteils
- Najac (reședință)
- Saint-André-de-Najac
- Sanvensa